# Сыркин, Михаил Маркович
Михаи́л Ма́ркович Сы́ркин (9 июня 1922, Харьков, Харьковская губерния, Украинская ССР, СССР — 3 января 2016, Израиль) — украинский советский архитектор, член Союза архитекторов Украины с 1954 года.

## Биография
В 1940—1944 годах — в рядах РККА, участвовал в боевых действиях, был тяжело ранен в апреле 1944 года в бою под Бобруйском, в 25 октября того же года был демобилизован по ранению. Инвалид Великой Отечественной войны 2 группы.
10 ноября 1944 года поступил в Харьковский горный институт по специальности архитектура, в 1946 году переведён в Харьковский инженерно-строительный институт, в 1947 году переведён в Киевский инженерно-строительный институт, который закончил в 1949 году.
С сентября 1949 года — архитектор в проектном институте «Укргипрошахт», с 1961 года — в КиевНИИПградостроительства.
В январе 1991 года с семьёй уехал за пределы СССР, жил в Израиле.

## Творчество
Автор — архитектор (в составе авторских коллективов):
- Дом техники (в соавторстве с В. П. Фадеичевым, Б. В. Дзбановским, 1950—1953)
- административное здание (в соавторстве с Е. Л. Ивановым, И. Бовтиком, 1957) в Луганске,
- вычислительный центр и Институт экономики Госпплана УССР (в соавторстве з Е. Ежовой, И. Седаком, 1968),
- комплекс зданий Института сверхтвёрдых материалов (в соавторстве з Е. Ежовой, 1969) — в Киеве,
- станции Киевского метрополитена: «Университет», «Политехнический институт», «Святошин» и «Майдан Незалежности»
- санатории на 500 мест в Трускавце (1970), Моршине, Одессе, Харькове (1973).

В 1974 году проект здания Института сверхтвёрдых материалов был отмечен премией 2-й степени Госстроя СССР.

## Изображения

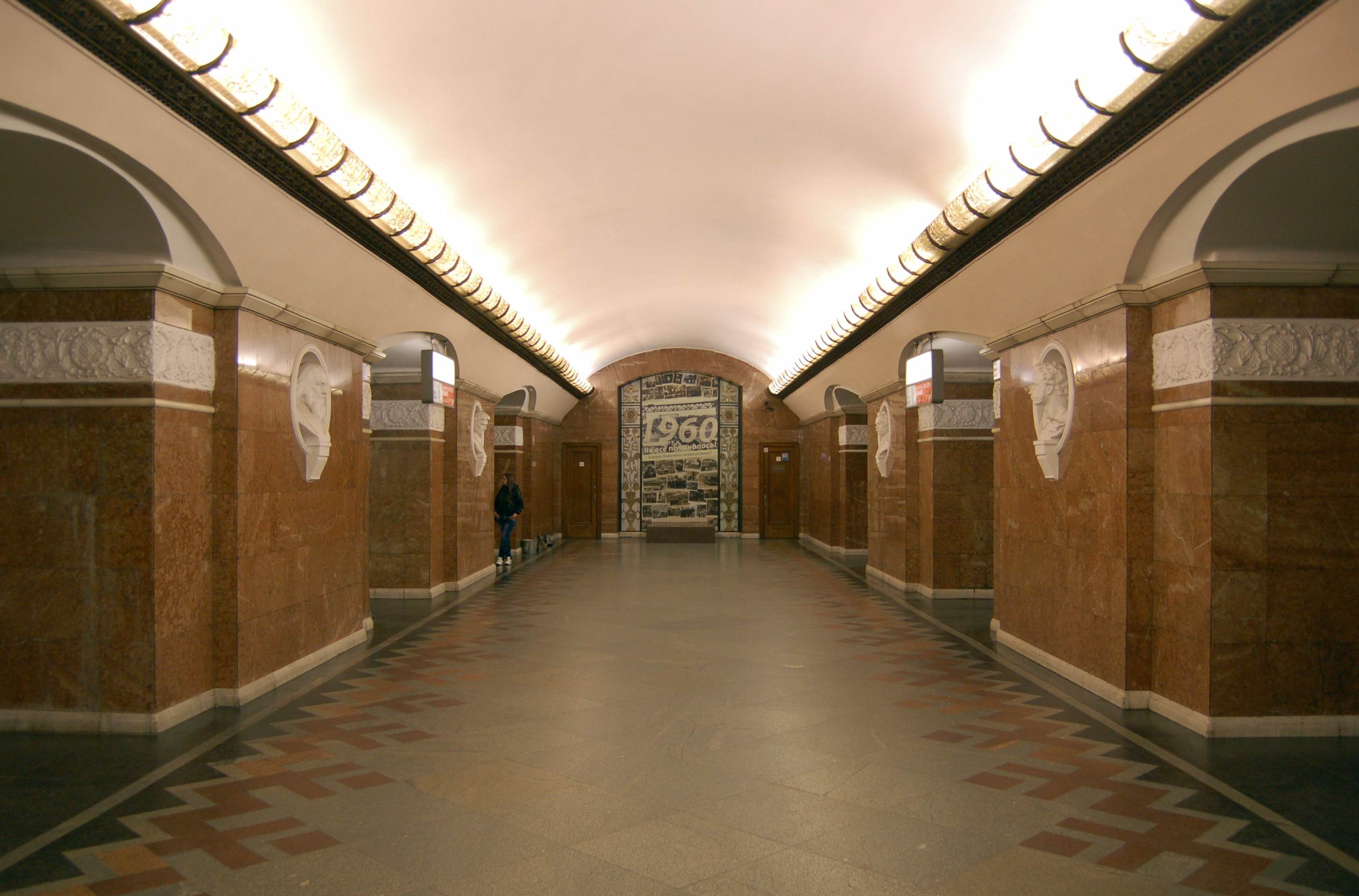
Станция метро «Университет» (1960)
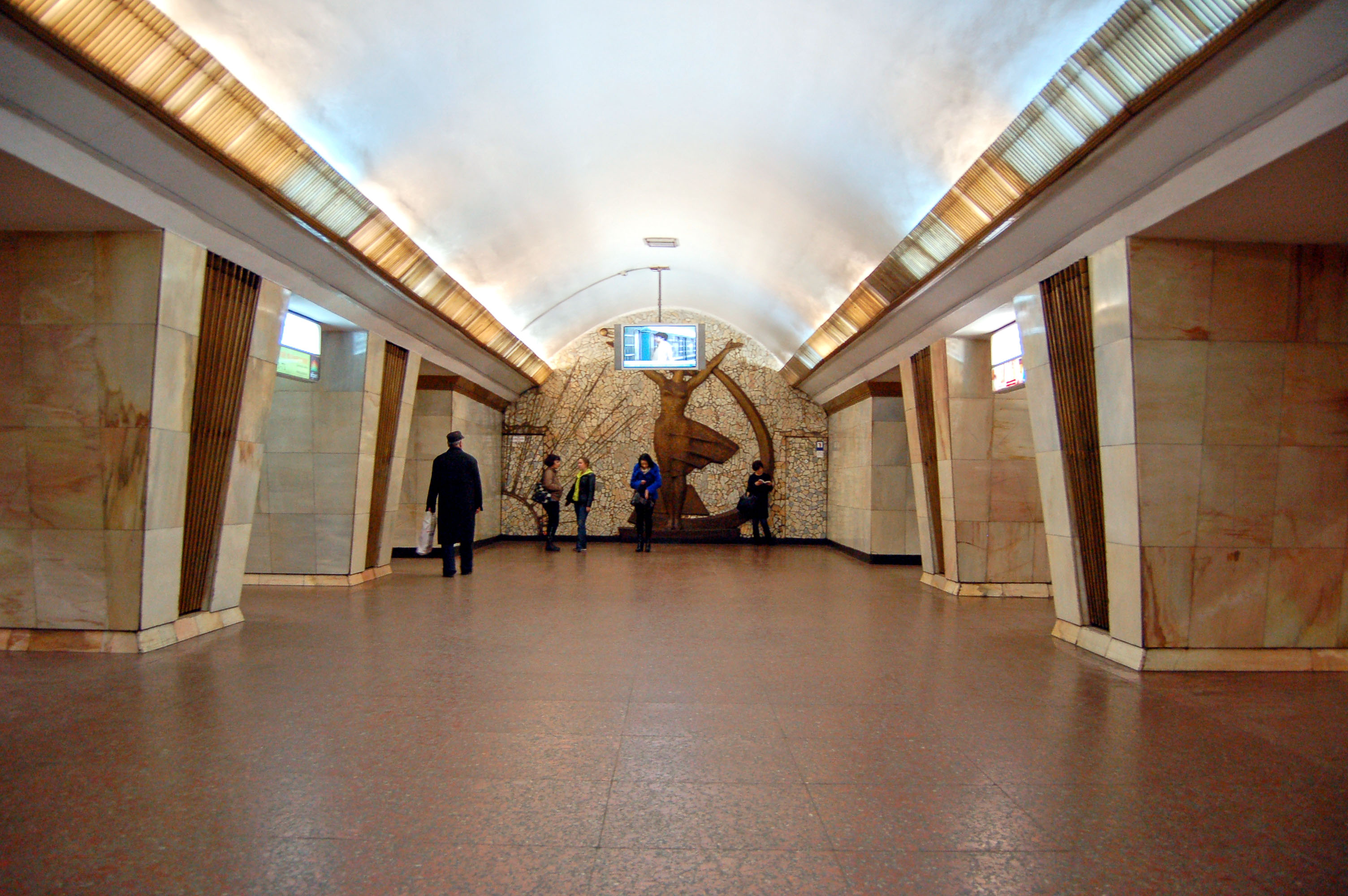
Станция метро «Политехнический институт» (1963)
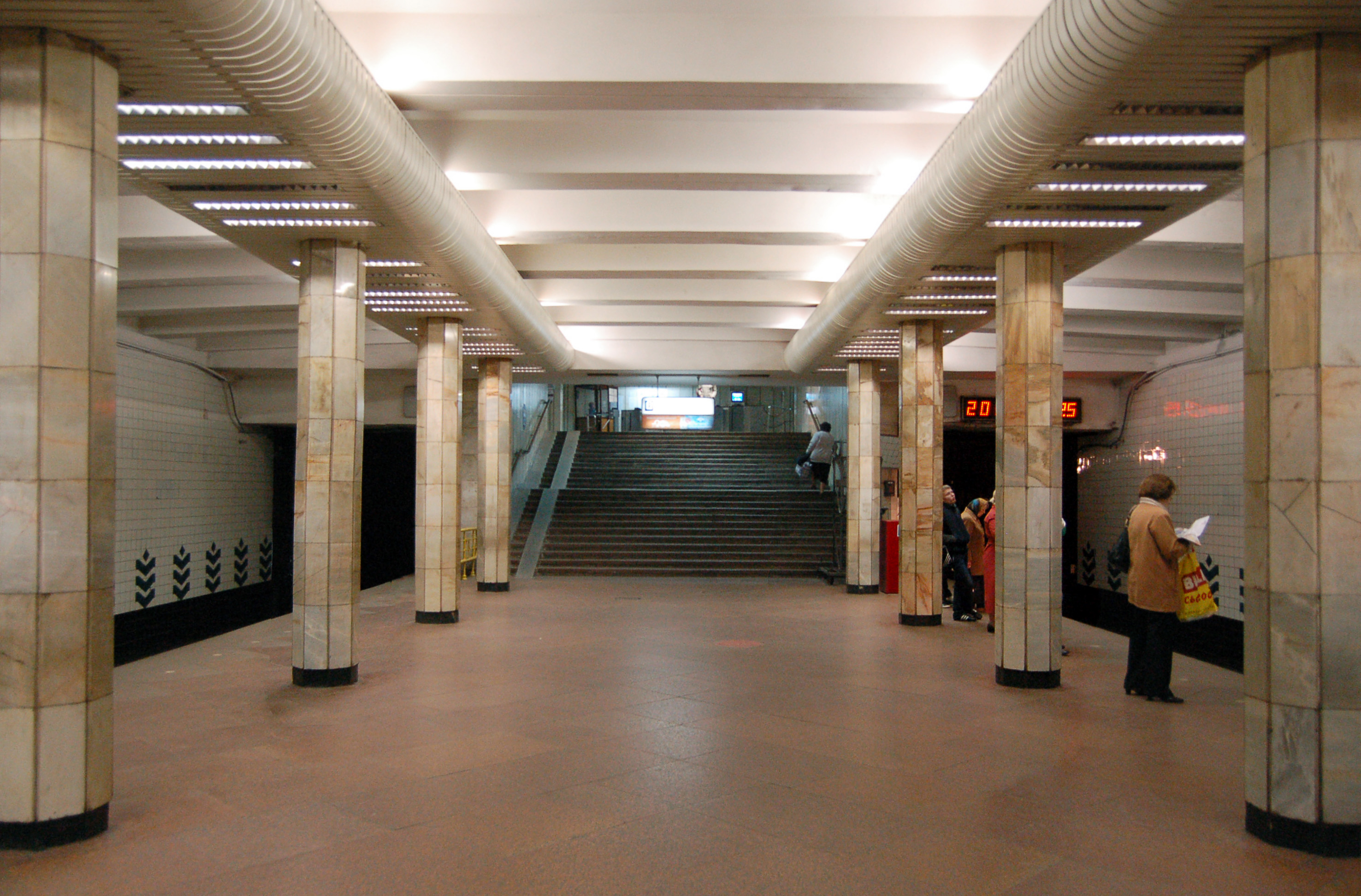
Станция метро «Святошин» (1971)
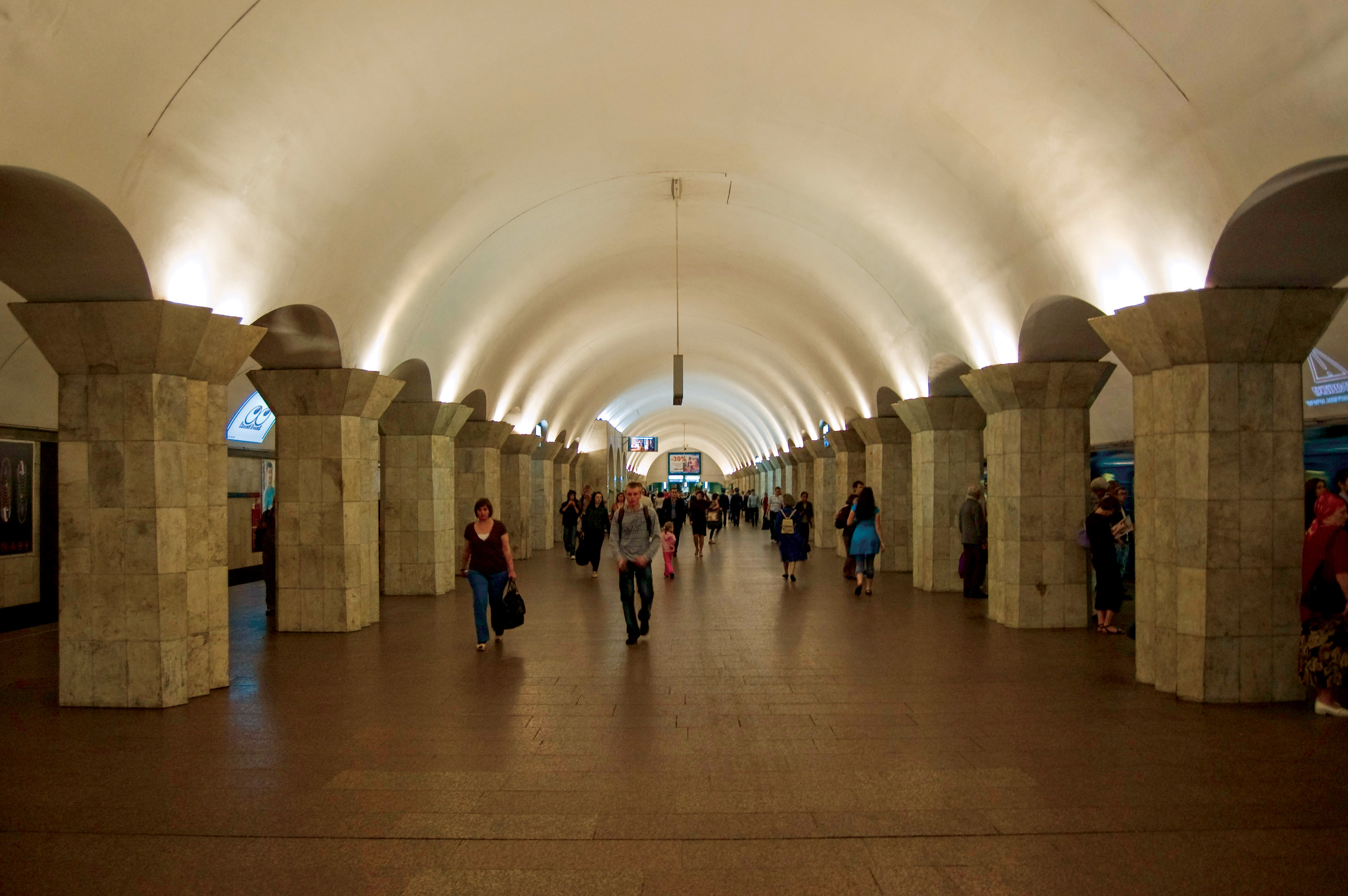
Станция метро «Майдан Незалежности» (1976)